# Another Year
Another Year è un film del 2010 scritto e diretto da Mike Leigh.
Il film, presentato in concorso al 63º Festival di Cannes, presenta il microuniverso di amici e parenti di una felice coppia inglese di mezza età, nel corso di un anno.

## Trama
Tom è un ingegnere geotecnico sulla sessantina, felicemente sposato con Gerri, con la quale condivide, tra l'altro, la passione per la cura dell'orto e l'attenzione per i pochi ma significativi amici. Tra questi vi è Mary, segretaria nel centro nel quale Gerri è psicologa, posto grazie al quale ormai da tantissimi anni si conoscono e frequentano. Mary ha un matrimonio giovanile alle spalle ma quello che non ha ancora superato, a distanza di diversi anni, è l'abbandono seguito al secondo rapporto, quello con l'uomo della sua vita. Così, nei momenti, sempre più frequenti di sconforto, trova riparo nell'affetto di Gerri e della sua famiglia. Ken è invece un vecchio amico di Tom che vive distante da Londra. Solo e insoddisfatto, dietro una maschera paciosa e brillante nasconde una malinconia che l'incontro con il vecchio amico fa emergere in tutta la sua gravità.
Gerri e Tom si sentono come in dovere di fare qualcosa per alleviare lo sconforto e la solitudine di questi loro amici. Così, d'estate, organizzano un piccolo party nel loro giardino. Mentre Ken desidererebbe Mary, svampita ma sempre attraente, lei non è assolutamente interessata forse perché anche distratta da altro... Infatti la presenza di Joe, il trentenne figlio dei suoi due amici, suscita in lei strane attenzioni. Lei che lo conosce da quando è bambino, ora mostra un interesse particolare che Joe però, evidentemente non corrisponde.
In autunno Joe presenta ai suoi Katie, una ragazza spigliata e simpatica che frequenta già da tre mesi. È una grande sorpresa. Fatalità vuole che proprio quel giorno sia stata invitata anche Mary che, alla vista di Joe reagisce con entusiasmo, per poi cambiare nettamente umore quando scopre la nuova arrivata. Visibilmente urtata dalla presenza della ragazza, Mary si mostra scontrosa con Katie rivelando un'insospettabile gelosia nei confronti di Joe.
Arriva l'inverno e tutta la famiglia va a Derby per il funerale della cognata di Tom. Il nipote, Carl, da anni assente, si presenta a funerale ultimato e prima di sparire di nuovo non risparmia una scenata dimostrandosi intrattabile come sempre. Il fratello più vecchio di Tom, Ronnie, solo e scosso, finisce per accettare l'invito di andare per qualche giorno a Londra per stare un po' con gli unici parenti rimasti. Mary, sempre più sconfortata e in conflitto con il mondo, volendo far visita a Gerri, si imbatte con il laconico Ronnie con il quale trascorre del tempo in attesa che i padroni di casa tornino dai loro consueti lavori dell'orto. Al loro ritorno Mary è accolta in maniera molto fredda. Mary si scusa e Gerri, nell'invitarla a cena, le consiglia di ricorrere all'aiuto di uno psicologo. Intanto arrivano anche Joe e Katie, la cui relazione sembra salda e felice. Riuniti a cena, Mary appare smarrita.

## Riconoscimenti
- 2011 - Premio Oscar
  - Candidatura migliore sceneggiatura originale
- 2011 - Premio BAFTA
  - Candidatura miglior film britannico, miglior attrice non protagonista (Lesley Manville)
- 2010 - British Independent Film Awards
  - Candidatura miglior regista, miglior attore (Jim Broadbent), miglior attrice (Ruth Sheen), miglior attrice non protagonista (Lesley Manville)
- 2010 -European Film Awards
  - Candidatura miglior attrice (Lesley Manville), miglior colonna sonora
- 2010 - National Board of Review Awards
  - Miglior dieci film
  - Vincitore miglior attrice (Lesley Manville)